# Derwent (rzeka w Derbyshire)
Derwent (ang. River Derwent) – rzeka w środkowej Anglii, na terenie hrabstwa Derbyshire, dopływ rzeki Trent. Liczy około 100 km długości.
Źródła rzeki znajdują się na wrzosowisku Bleaklow, na wysokości około 630 m n.p.m., w obrębie Parku Narodowego Peak District. Rzeka płynie w kierunku południowym, w górnym biegu wyznacza granicę z hrabstwem South Yorkshire. Przegrodzona przez zapory wodne, przepływa przez sztuczne zbiorniki wodne Derwent Reservoir oraz Ladybower Reservoir. Nad rzeką położone są miasta Darley Dale, Matlock, Belper oraz Derby. Ujście do rzeki Trent znajduje się na wysokości około 30 m n.p.m., na południowy zachód od Long Eaton, na granicy z hrabstwem Leicestershire.